# Despoina Olympiou
Despoina Olympiou, talvolta traslitterato anche come Despina Olympiou (in greco Δέσποινα Ολυμπίου?; Limassol, 17 ottobre 1975), è una cantante cipriota.
Ha partecipato all'Eurovision Song Contest 2013 come rappresentante di Cipro presentando il brano An me thimásai.

## Discografia
Album
- Ton Mation sou i Kalimera (2000)
- Vale Mousiki (2003)
- Exoume Logo (2004)
- Auto ine Agapi (2005)
- Pes to Dinata (2007, 2008)
- Mia stigmi (2009)